# Bunkier Harnekop

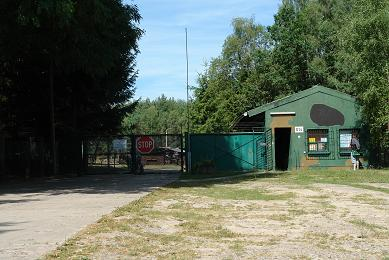
Brama wjazdowa do Strefy P

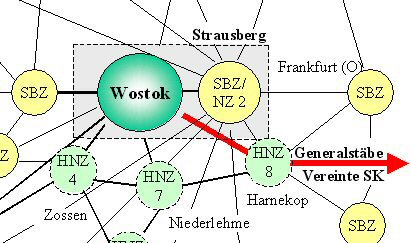
HNZ 8 na schemacie systemu kierownictwa MfNV

Bunkier Harnekop (niem. Bunker Harnekop, SBW 16/102 albo HNZ-8) – bunkier pod Strausbergiem, powiat Märkisch-Oderland, land Brandenburgia.

## Charakterystyka miejsca
Został zbudowany jako główny bunkier kierownictwa wschodnioniemieckiego Ministerstwa Obrony Narodowej (Ministerium für Nationale Verteidigung, MfNV). Całkowity areał został podzielony na kilka stref, z czego Strefa P (P-Zone) stanowiła główną strefę z bunkrem w jej centralnym miejscu.
Obecnie miejsce udostępnione dla zwiedzających jako zabytek historii wojskowości.